# Хаус, Алекс (актёр)
Алекс Хаус (англ. Alex House; 11 декабря 1986, Торонто, Канада) — канадский актёр, лауреат премии «Джемини». Известен по главным ролям в сериалах «Темный Оракул» и «Тодд и Книга Чистого Зла».

## Биография
Александр Чарльз Альберт Хаус родился и вырос в Торонто, Канада. Начал карьеру в качестве ребёнка-актёра, когда мать его школьного друга представила его агенту по талантам.
В 2004-2006 годах вместе с Полой Бранкати снимался в главной роли в подростковом телесериале «Темный Оракул».

## Фильмография
| Год       |    | Русское название              | Оригинальное название          | Роль                         |
| --------- | -- | ----------------------------- | ------------------------------ | ---------------------------- |
| 1999      | с  | Вспомнить всё 2070            | Total Recall 2070              | Тааво Соодор                 |
| 1999      | тф | Меняемся воротами             | Switching Goals                | мальчик у аркадного автомата |
| 2001      | ф  | Безопасность вещей            | The Safety of Objects          | Джейк Трэйн                  |
| 2001      | с  | Зак и секретные материалы     | The Zack Files                 | Джеб МакФэйден               |
| 2004—2006 | с  | Темный Оракул                 | Dark Oracle                    | Ланс Стоун                   |
| 2005—2006 | с  | Деграсси: Следующее поколение | Degrassi: The Next Generation  | Тим                          |
| 2007      | ф  | Правда и ничего кроме         | Full of It                     | приятель Кайла               |
| 2009      | с  | Хранилище 13                  | Warehouse 13                   | Грег Пермут                  |
| 2010—2012 | с  | Тодд и Книга Чистого Зла      | Todd and the Book of Pure Evil | Тодд Смит                    |
| 2011      | с  | Короли побега                 | Breakout Kings                 | Джастин                      |
| 2012      | с  | Копы-новобранцы               | Rookie Blue                    | Бобби Лав                    |
| 2013      | с  | Перевозчик                    | Transporter: The Series        | «Шутник»                     |
| 2020      | с  | Расследование Мёрдока         | Murdoch Mysteries              | Муни                         |
| 2021      | ф  | Неспящие                      | Awake                          | солдат со шрамом на лице     |
| 2021      | с  | Мэр Кингстауна                | Mayor of Kingstown             | Брэндон Майлз                |